# Hubert Gomerski

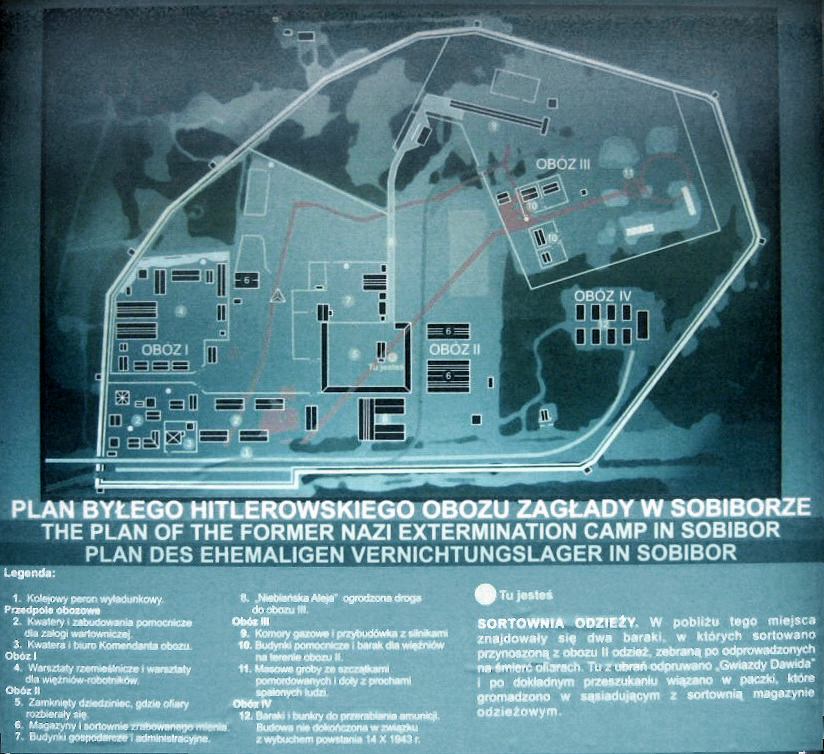
Plan över förintelselägret Sobibór

Hubert Gomerski, född 11 november 1911 i Schweinheim, Aschaffenburg, död 28 december 1999 i Frankfurt am Main, var en tysk SS-Unterscharführer, som var delaktig i Nazitysklands så kallade eutanasiprogram Aktion T4. Senare tjänstgjorde han i förintelselägret Sobibór. År 1950 dömdes Gomerski till livstids fängelse för brott mot mänskligheten.

## Biografi
Hubert Gomerski var son till en verktygsmakare och växte upp med åtta syskon. Han utbildade sig till svarvare inom stålindustrin. År 1929 eller 1931 inträdde Gomerski i Nationalsocialistiska tyska arbetarepartiet (NSDAP) och 1931 i Schutzstaffel (SS). Han utbildade sig i SS-Totenkopfverbändes regi och placerades i januari 1940 vid polisen i Berlin.

### Aktion T4
Inom kort kommenderades Gomerski till eutanasiinstitutet (Tötungsanstalt) i Hartheim, där han först utförde administrativa uppgifter för att senare bränna liken efter de gasade offren, som utgjordes av fysiskt och mentalt funktionshindrade personer. Då Gomerski blev sjuk av att bränna lik, överfördes han till huvudkvarteret för Aktion T4, Zentraldienststelle-T4, vid Tiergartenstraße 4 i Berlin. Senare kom han dock till eutanasiinstitutet i Hadamar för att ånyo ägna sig åt likbränning. 

### Sobibór
I augusti 1941 inställdes officiellt Aktion T4, och i april 1942 anlände Gomerski till förintelselägret Sobibór, som var ett av dödslägren inom Operation Reinhard. Initialt förde han befälet över ukrainska vakter. Senare övervakade han Lager III tillsammans med Kurt Bolender och Josef Vallaster. När tågtransporter med judar anlände till lägret, var det Gomerskis uppgift att välja ut de personer – barn, gamla, sjuka och handikappade – som omedelbart skulle mördas. Gomerski gjorde sig ökänd för sin utstuderade grymhet. Enligt ett ögonvittne dödade Gomerski fångar genom att slå dem med en träplanka försedd med långa spikar. Gomerski avlade senare vittnesmål om Reichsführer-SS Heinrich Himmlers besök i Sobibór i februari 1943. Himmler inspekterade Gomerskis underordnade SS-män samt gasningen av en grupp unga judar.
När fångarna i Sobibór den 14 oktober 1943 gjorde uppror, var Gomerski på semester. I upproret dödades bland andra 12 SS-män.  Kort efter upproret upphörde mordapparaten i Sobibór, och Gomerski skickades till Trieste i norra Italien, där han inom ramen för Sonderabteilung Einsatz R administrerade deportationen av italienska judar samt bekämpade partisaner. I andra världskrigets slutskede, april 1945, återvände han till Tyskland.

### Rättsliga förfaranden
I februari 1947 ställdes Gomerski inför rätta vid den andra Hadamarrättegången. Han åtalades för medhjälp till mord, men blev frikänd. Några år senare arresterades han på nytt och ställdes 1950 inför rätta inför Landgericht Frankfurt am Main tillsammans med SS-Unterscharführer Johann Klier. Åtalspunkterna inbegrep misshandel och mord på judar. Klier frikändes, medan Gomerski dömdes till livstids fängelse. 
År 1972 upphävde Tysklands högsta domstol domen mot Gomerski, och han frisläpptes. Schwurgericht Frankfurt am Main mildrade 1974 den ursprungliga domen mot Gomerski, men högsta domstolen upphävde även detta domslut. År 1981 inleddes ytterligare rättsförfaranden mot Gomerski, men han ansågs vara för sjuk för att kunna delta. Hubert Gomerski avled den 28 december 1999 i Frankfurt am Main.